# Steven A. Hammer
Steven A. Hammer (n. 1951) es un botánico, horticultor y profesor estadounidense.

## Algunas publicaciones

### Libros
- 2002 Dumpling and his wife: new views of the genus Conophytum. Editor EAE Creative Colour Ltd. 398 pp. ISBN 0953932613
- 2001 Succulents: Nature's Sculptural Wonders. Fotos de Béla Kalman. Editor Rizzoli, 141 pp. ISBN 0847823326
- 1999 Lithops: treasures of the veld : observations on the genus Lithops N.E.Br. Editor British Cactus and Succulent Soc. 148 pp. ISBN 0902099590
- 1993 The genus Conophytum: a conograph. Editor Succulent Plant Publ. 283 pp. ISBN 0620176342

## Honores
Miembro de
- 1996: Sociedad de América de Cactus y Suculentasde
- Herbario Bolus
- National Geographic Society
- Jardines botánicos de Kirstenbosch, Huntington, Kew Gardens

- La abreviatura «S.A.Hammer» se emplea para indicar a Steven A. Hammer como autoridad en la descripción y clasificación científica de los vegetales.[1]